# Eucalyptus banksii
Eucalyptus banksii är en myrtenväxtart som beskrevs av Joseph Henry Maiden. Eucalyptus banksii ingår i släktet Eucalyptus och familjen myrtenväxter. Inga underarter finns listade i Catalogue of Life.